# 1914 في الأرجنتين
فيما يلي قوائم الأحداث التي وقعت خلال عام 1914 في الأرجنتين.

## أحداث
- 8 ديسمبر – معركة جزر فوكلاند

## سياسة

### تعيين في المنصب
- 9 أغسطس – فيكتورينو دي لا بلازا رئيس الأرجنتين.

### انتهاء فترة المنصب
- 9 أغسطس – روكي ساينز بينيا رئيس الأرجنتين.
- 9 أغسطس – فيكتورينو دي لا بلازا نائب رئيس الأرجنتين [الإنجليزية]‏.

## رياضة
- 1 يناير – كأس روكا

## مواليد

### مارس
- 2 مارس – أنخيل غريبا لاعب كرة قدم أرجنتيني.[1]

### مايو
- 3 مايو – أرماندو بو[2]

### سبتمبر
- 15 سبتمبر – أدولفو بيوي كاساريس روائي أرجنتيني.[3]

### نوفمبر
- 13 نوفمبر – أميليا بنس[4]

## وفيات

### أغسطس
- 9 أغسطس – روكي ساينز بينيا (مواليد 1851)[5]

### أكتوبر
- 19 أكتوبر – خوليو روكا الأرجنتيني (مواليد 1843)[6]
- 23 أكتوبر – خوسيه إيفاريستو (مواليد 1831)[7]